# Mirocastnia
Mirocastnia é um gênero de traça pertencente à família Brachodidae.